# 拜倫 (密蘇里州)
拜倫（英語：Byron）是位於美國密蘇里州歐塞奇縣的非建制地區。

## 歷史
拜倫的郵局於1864年設立，其後於1920年停運。

## 地理
拜倫所處的海拔為高於海平面242米（即794英呎），而該地所採用的時區為UTC-6，即北美中部時區（CST）。同時該地設有夏令時間，為UTC-6調快一小時，即UTC-5（CDT）。